# Onychoglenea brunnea
Onychoglenea brunnea – gatunek chrząszcza z rodziny kózkowatych i podrodziny zgrzypikowych. Jedyny przedstawiciel rodzaju Onychoglenea i plemienia Onychogleneini.

## Zasięg występowania
Gatunek ten występuje na Filipinach.